# Tore Lindzén
Tore Albert Lindzén (Stockholm, 27 februari 1914 – aldaar, 23 januari 2003) was een Zweeds waterpolospeler.
Tore Lindzén nam als waterpoloër eenmaal deel aan de Olympische Spelen; in 1936. In 1936 maakte hij deel uit van het zweedse team dat als zevende eindigde. Hij speelde drie wedstrijden.
Lindzén speelde voor de club Stockholms KK.
Göte Andersson · 
Bertil Berg · 
Erik Holm · 
Tore Lindzén · 
Tore Ljungqvist · 
Åke Nauman · 
Gösta Persson · 
Sven-Pelle Pettersson · 
Runar Sandström · 
Georg Svensson